# Уайт-Флинт (станция метро)
Уайт-Флинт (англ. White Flint) — открытая наземная станция Вашингтонгского метро на Красной линии. Станция представлена одной островной платформой. Станция обслуживается Washington Metropolitan Area Transit Authority. Расположена в статистически обособленной местности Норт-Бетесда на Роквилл-Пайк между пересечениями с Олд-Джорджтаун-роад и Маринелли-роад, округ Монтгомери штата Мэриленд. Кроме Норт-Бетесда, станция также обслуживает город Роквилл.
Пассажиропоток — 1.355 млн. (на 2006 год).
Поблизости к станции расположены штаб-квартира комиссии по ядерному регулированию, Акватический центр Монтгомери, торговые центры Уайт-Флинт и Уэстфилд-Монтгомери.
Станция была открыта 15 декабря 1984 года.
Название станции происходит от торгового центра Уайт-Флинт.
Открытие станции было совмещено с открытием ж/д линии длиной 11 км и ещё 3 станций: Твинбрук, Роквилл и Шейди-Гроув.